# Świstak (Góry Krucze)
Świstak (niem. Pfeifferberg, 678 m n.p.m.) – szczyt w Górach Kruczych.

## Położenie
Szczyt wznosi się na południowy wschód od Przełęczy Pośrodka, z kolei na południe od Świstaka wznosi się Sołtysia, a na południowy zachód ciągnie się grzbiet zakończony Trzema Kawałkami. Zbocza oplątają drogi leśne łączące m.in. Ulanowice z Lipienicą.

## Budowa
Świstak jest zbudowany z permskich porfirów (trachitów), miejscami zbrekcjowanych. Występuje w nich ortoklaz.

## Roślinność
Całe wzniesienie porasta las świerkowy.

## Turystyka
- zielony - z Krzeszowa na Przełęcz Ulanowicką